# Ордян, Айк Вальтерович
Ордян, Айк Вальтерович (родился 3 декабря 1978 года, Ереван, Армянская Советская Социалистическая Республика, Советский Союз) — армянский кинорежиссёр, кинопродюсер.

## Биография и творчество
Ордян родился 3 декабря 1978 года в городе Ереван Армянской ССР (ныне Республика Армения). Окончил ереванскую школу № 129, а затем Армянский государственный педагогический университет по специальности «режиссёр телефильмов и телепрограмм».
Работал на телевидении. Режиссировал новостные и документальные программы двух армянских телеканалов. В 2019 году основал кинокомпанию «Ордер фильм продакшн». Снимал документальные цикли для международных телеканалов.
Участвовал в создании сборника материалов из двух частей кинорежиссера, автора дистанционного монтажа Артавазда Пелешяна «Время запечатления», презентация которого состоялось в Москве и в Ереване. Организовал встречу с Артаваздом Пелешянаом и ретроспективу фильмов великого кинорежиссера в Ереване.
Айк Вальтерович Ордян преподавал в Армянском государственном педогогическом университете и в Российско-армянском (славянском) университете дисциплину мастерство телережиссёра. Ведет режиссерскую мастерскую в Ереванском государрственном институте театра и кино.

## Фильмография

### Режиссер
- 2004 год — «Сказ о вине армянском»
- 2004 год — «Безымянные могилы»
- 2007 год — «Жизнь на ленте: Фрунзик Мкртчян»
- 2009 год — «Кинопоэт: Артавазд Пелешян»
- 2012 год — «Эдуард Казарян чудотворец»
- 2013 год — «Шифры нашего тела» (сериал)
- 2014 год — «Агония» (игровой, короткометражный)
- 2015 год — «Геноцид. Начало» (совместно с Станиславом Сидоровым)
- 2016 год — «Хранители земли леопарда» (сериал)
- 2017 год — «Революция live» (сериал)
- 2017 год — «Это Китай» (Цикл документальных фильмов)
- 2018 год — «Аргентинская ДНК» (сериал)
- 2018 год — «Боливийская ДНК» (сериал)
- 2019 год — «Руссо-Латино: Перу» (сериал)
- 2021 год — «Зулали» (игровой, полнометражный)

### Сценарист
- 2007 год — «Жизнь на ленте: Фрунзик Мкртчян» (совместно с Алиной Ордян)
- 2009 год — «Кинопоэт: Артавазд Пелешян» (совместно с Алиной Ордян и Наирой Пайтян)
- 2012 год — «Эдуард Казарян чудотворец»
- 2014 год — «Агония» (игровой, короткометражный)
- 2021 год — «Зулали» (игровой, полнометражный)

### Продюсер
- 2007 год — «Жизнь на ленте: Фрунзик Мкртчян»
- 2009 год — «Кинопоэт: Артавазд Пелешян» (совместно с Геворгом Геворгяном)
- 2012 год — «Эдуард Казарян чудотворец» (совместно с Арутюном Толаняном)
- 2014 год — «Агония» (игровой, короткометражный)
- 2014 год — «Свет без глаз» (совместно с Геворгом Геворгяном)
- 2019 год — «Маэстро Мансурян»
- 2021 год — «Зулали» (игровой, полнометражный)

## Награды
- 2012 - Премия «ТЭФИ-Содружество» специальный приз [13].
- 2014 - Фестиваль документального кино «Кунаки». Первое место в номинация «Культура и искусство».[14]
- 2018 - Премия «ТЭФИ-Содружество» специальный приз [15][16]
- 2022 - Кино без барьеров - «Лучший фильм о детях» (Зулали)
- 2023 - Кинофестиваль Universine Nantes – «Симпатия зрителей» (Зулали)
- 2023 - Кинофестиваль Орвинио – «Лучший международный фильм» (Зулали)